# پی قنطورس
پی قنطورس یک ستاره است که در صورت فلکی قنطورس قرار دارد.